# Schwarzer Wolf
Schwarzer Wolf (Loup Noir) war eine französische Comicserie über die Abenteuer eines fiktiven Indianers in Nordamerika zur Zeit des Wilden Westens, die von 1969 bis 1980 im Verlag Editions de Vaillant, Paris, erschien. Sie wurde von dem Comicautor Jean Ollivier geschrieben und von Roger Chevallier (Pseudonym: Kline) gezeichnet. In Deutschland erschien eine Übersetzung im Bastei-Verlag von 1975 bis 1977.

## Handlung und Charaktere
Schwarzer Wolf, der Hauptcharakter der Serie, ist ein Indianer. Sein Vater gehört zum Stamm der Apachen, seine Mutter ist eine Sioux. Er selbst gehört keinem der Stämme an. Mit seinem Pferd Shinook und dem zahmen Wolf Topee erlebt er zahlreiche Abenteuer im Wilden Westen. Nebencharaktere der Serie sind Kleine Wolke („Petit Nuage“), ein junger Sioux-Indianer, und der Trapper Shorty, die Schwarzer Wolf in einigen Geschichten zur Seite stehen.

## Veröffentlichungen
In Frankreich erschienen von 1969 bis 1980 über 160 Loup Noir - Geschichten. Die erste wurde in Pif Gadget, Ausgabe 2, im Verlag Editions de Vaillant veröffentlicht (Auflage: 350.000 Exemplare), die letzte in Pif Gadget, Ausgabe 591. Pif Gadget, auf dessen Konzept das deutsche Comicmagazin Yps basierte, war ein französisches Comicmagazin, das wöchentlich von 1969 bis 1993 erschien. Seit 2005 werden Reprints der Geschichten publiziert. Zunächst erschien bei Pif Editions ein Einzeltitel. Seit 2008 versucht sich der Verlag Taupinambour an einer Gesamtausgabe. Bis Mai 2013 sind hier acht Bände erschienen.
Eine deutsche Übersetzung kam unter dem Namen Schwarzer Wolf in den Jahren 1973 bis 1977 im Bastei-Verlag heraus. Zunächst wurden vier Geschichten in der ersten Bessy Taschenbuchreihe veröffentlicht (in den Bänden 2 bis 5). Ab 1975 erhielt die Serie ihr eigenes Heft. Insgesamt wurden hier 68 vierfarbige Comichefte publiziert. Jedes Heft enthielt neben Abenteuern von Schwarzer Wolf (Umfang meistens ca. 20 Seiten) als Zusatzgeschichte jeweils eine Episode der Westernserie Teddy Ted (Umfang meistens ca. 10 Seiten).

## Rezeption
Schwarzer Wolf (Loup Noir) wird als eines der berühmtesten Comics des französischen Autors Jean Ollivier bezeichnet.
Hervorgehoben wird die ökologische und humanistische Ausrichtung der Westernserie.